# 7 lyckliga elefanter
7 lyckliga elefanter är ett musikalbum av den svenska transkontinentala rockreggaegruppen Dag Vag, deras tredje studioalbum. Den spelades in hos Silence Records i Koppom under december 1981, och mixades på Bahamas under januari 1982. Producent var Anders Lind. Den kom som högst #1 på albumlistan och fick en guldskiva. Det kom därmed att bli det kommersiellt mest framgångsrika albumet för gruppen. 

## Låtlista[1]
1. (Ge) bullen (ett ben) (Stig Vig - Zilverzurfarn)
2. Som en Jojo (Stig Vig)
3. Byttebytt (Stig Vig)
4. Min pappa (Zilverzurfarn)
5. Dansar med mej själv (Stig Vig - T. James/Billy Idol)
6. Damm (Stig Vig)
7. Atomsviten:
  1. Vagördudå? (Stig Vig)
  2. Ännu fler gånger (Stig Vig)
  3. The Brand-Nu-Clear-Stomp (Per Cussion)

## Listplaceringar
| Lista (1982) | Topplacering |
| ------------ | ------------ |
| Norge        | 29           |
| Sverige      | 1            |